# سلحفاة وسط آسيوية
السلحفاة وسط الآسيوية[بحاجة لمصدر] أو السلحفاة الروسية أو سلحفاة هورسفيلد هو نوع من السلاحف البرية يقطن منطقة وسط آسيا. تشتهر السلحفاة وسط الآسيوية بكونها حيواناً منزلياً معروفاً. تعد هذه الحيوانات من السلاحف البرية صغيرة الحجم نسبياً، إذ لا يتعدَّى طولها غالباً ربع المتر. تقطن السلاحف وسط الآسيوية منطقة جغرافية كبيرة تمتدُّ من إيران إلى شمال غرب الصين (إقليم سينكيانغ)، لتمرَّ عبر بلدان باكستان وأفغانستان وتركمانستان وأوزبكستان وطاجيكستان وقيرغيزستان وكازاخستان. وهي تعيش في البيئات الجافَّة ذات الغطاء النباتي الشَّحيح.

## الوصف
تعد السلاحف وسط الآسيوية من أنواع السلاحف البرية صغيرة حجم، إذ يتراوح طول ذكورها من 13 إلى 20 سنتيمتراً، والإناث من 15 إلى 25 سنتيمتراً. تكمن مثنوية الشكل الجنسية عندها في أن الإناث أكبر حجماً من الذكور، وبأنَّ ذيولها أقصر، وبأنَّ لها حراشف عظميَّة على أصدافها. كما أن لدى ذكور السلاحف نتوء مقعَّر على السطح السفلي لأصدافهم، مخصَّص لمساعدتهم على الاستناد إلى أصداف الإناث أثناء التزاوج، أما الإناث فسطح أصدافها السفلي مسطح. تختلف الألوان الخارجية بحسب الجنس أيضاً، إلا إنَّ السائد هو أن تكون الصدفة بنية أو سوداء مُحمرَّة، مع ميلها إلى الأصفر في ما بين الحراشف العظمية، وأما الجسم فلونه أصفر وبني. لدى السلاحف وسط الآسيوية أربع أصابع في كل قدم.

## الحياة

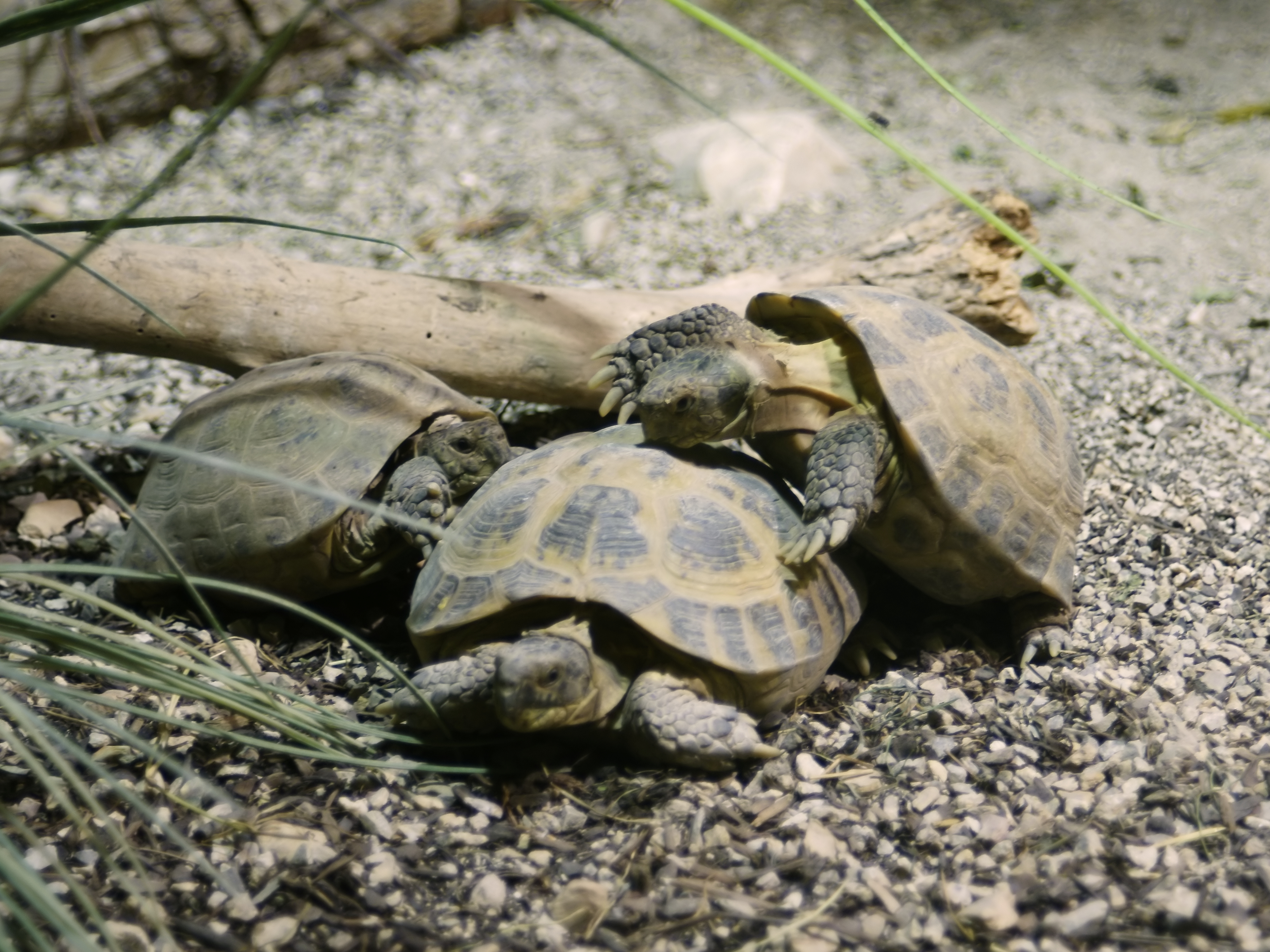
تزاوج السلاحف وسط الآسيوية.

من المعتاد أن تبيت السلاحف وسط الآسيوية في فصل الشتاء وتسبت في فصل الصيف عندما تكون الحرارة مرتفعة. هذه السلاحف حفَّارات ماهرة، فقد تحفر جحوراً كبيرةً يصل طولها إلى نحو المترين. بصورةٍ عامة هي حيوانات عاشبةٌ في غذائها، وعندما تكون الحرارة مناسبةً فإنها تقضي أوقاتاً طويلةً بالتهام الأعشاب، ويشمل غذائها الكثير من أنواع الحشائش والأعشاب، وأما في الأسر فإنَّ غذائها المعتاد يشمل الخس والطرخشقون.
يعمّر هذا النوع طويلاً، إذ قد يعيش لنحو 50 إلى 75 عاماً، ولذلك كثيراً ما يقوم البشر الذين يربّون هذه السلاحف بإطلاقها إلى البرية أو بيعها في وقتٍ ما، إلا إنَّها مع ذلك حيوانات منزلية معروفة وتكثر تربيتها في الدول الغربية.

## التصنيف
عادةً ما يُصنَّف هذا النوع ضمن جنس السلحفاة (باللاتينية: Testudo). لكن وبالنظر إلى أن سماته الشكلية مختلفةٌ كثيراً عن باقي أنواع ذلك الجنس، فقد اقترح في عام 1966 نقله إلى الجنس أحادي النوع "Agrionemys"، والآن بدأت تسمية "Agrionemys horsfieldii" الجديدة للنوع تلاقي قبولاً علمياً جيداً. وبصورةٍ عامَّة فإن دراسات تسلسلات الحمض النووي تؤيد هذا الرأي، ولكن ليس في كافَّة الحالات.
يقوم البعض بتصنيف ثلاث تحت أنواع تتبع نوع السلحفاة وسط الآسيوية، إلا إنَّ معظم علماء التصنيف لا يؤيّدون هذا التقسيم:
- Agrionemys horsfieldii horsfieldii - غري 1844: جنوب وسط آسيا وأفغانستان وباكستان.
- Agrionemys horsfieldii kazachstanica - تشيكفادز 1988: كازاخستان.
- Agrionemys horsfieldii rustamovi  - تشيكفادز وأميرانشويل وأتاجيوي: جنوب غرب تركمانستان.